# Jörg Bogumil
Jörg Bogumil (* 19. Dezember 1959 in Hamburg) ist ein deutscher Politik- und Verwaltungswissenschaftler.

## Leben
Jörg Bogumil legte sein Abitur 1978 an der Stormarnschule in Ahrensburg ab und studierte danach von 1980 bis 1985 Sozialwissenschaften an der Ruhr-Universität Bochum. Nach Tätigkeiten als Wissenschaftlicher Angestellter an der FernUniversität Hagen, der Fachhochschule Dortmund und der Philipps-Universität Marburg wurde er 1995 zum  Dr. rer. soc. promoviert. 2001 habilitierte er sich an der Fernuniversität Hagen und erhielt die Venia legendi für Politik- und Verwaltungswissenschaften.
Nach einer Vertretungsprofessur für Verwaltungswissenschaft an der Humboldt-Universität zu Berlin im Jahr 2002 wurde er 2004 auf die Professur für Verwaltungswissenschaft/Public Sector Reform an die Universität Konstanz berufen und wechselte 2005 auf den Lehrstuhl für Vergleichende Stadt- und Regionalpolitik der Ruhr-Universität Bochum.
Er lebt in Bochum, ist verheiratet und hat zwei Kinder.

## Wirken
Jörg Bogumil hat zahlreiche wissenschaftliche Arbeiten veröffentlicht, insbesondere über die Modernisierung der Verwaltung und ihre Bürgernähe. Seine Werke gehören zur Standardliteratur in den Verwaltungswissenschaften.
Er engagiert sich seit 2000 in der Deutschen Vereinigung für Politische Wissenschaft (DVPW) und war 2003 zusammen mit Frank Nullmeier Sprecher der Sektion „Staatslehre und politische Verwaltung“.
Im August 2017 stellte er eine Studie zur Integration von Flüchtlingen vor. Im Interview sagte er: „Wir haben ein Kompetenz- und Organisationsversagen festgestellt“; „Wir haben eine Misstrauensverwaltung“; „Sie beruht einzig und allein darauf, Missbrauch zu entdecken und nicht zu helfen.“ Doppelarbeit und mangelhafte Kommunikation wurden als wichtigste Defizite festgestellt. Die mangelhafte Zusammenarbeit von Verwaltungen und Behörden behindere die Integration und verschlinge unnötig viel Zeit und Geld. Die Zuständigkeiten im Bereich Asyl und Integration sollten neu geordnet werden, um das Zuständigkeits-Durcheinander im Bereich Asyl und Integration zu beenden. Die Umsetzung von Integrationsmaßnahmen sollte durch Pauschalierungen statt aufwändiger Einzelfallprüfungen flexibler gestaltet werden. Das Asylbewerberleistungsgesetz solle wegen des enormen Verwaltungsaufwands durch generelle Öffnung von Hartz IV für Asylbewerber abgeschafft werden, da nur sehr geringe Leistungsunterschiede bestehen. Die Studie kritisierte vor allem das Bundesamt für Migration und Flüchtlinge, da es nicht effizient arbeitete. So müssten Flüchtlinge, deren Asylstatus anerkannt wurde, eine neue Gesundheitskarte beantragen. Wegen eines fehlenden Übergabe-Management müssten sämtliche Daten erneut eingegeben werden. Die Studie lobte die Kommunen für deren Improvisationskunst.

## Ehrungen und Auszeichnungen
- 2002: Auszeichnung mit dem Carl Goerdeler-Preis für Kommunalpolitik- und verwaltung für die Habilitationsschrift Modernisierung lokaler Politik. Kommunale Entscheidungsprozesse im Spannungsfeld zwischen Parteienwettbewerb, Verhandlungszwängen und Ökonomisierung

## Schriften (Auswahl)
- Jörg Bogumil, Frieder Naschold: Modernisierung des Staates, Leske + Budrich Verlag 2000 2. Auflage, ISBN 3-8100-2848-7
- Jörg Bogumil: Modernisierung lokaler Politik, Nomos 2001, ISBN 3-7890-7512-4
- Jörg Bogumil: Kommunale Entscheidungsprozesse im Wandel, Leske + Budrich Verlag 2002, ISBN 3-8100-3425-8
- J.Bogumil, D.Gehne, L.Holtkamp: Bürgermeister und Gemeindeordnungen im Leistungsvergleich, Informationen für Rat und Verwaltung, Heft 10/2003; Online
- Jörg Bogumil, Werner Jann: Verwaltung und Verwaltungswissenschaft in Deutschland, Vs Verlag 2005, ISBN 3-531-14415-4 (3. vollständig überarb. Aufl. 2020, ISBN 978-3-658-28407-7).
- Jörg Bogumil, Lars Holtkamp: Kommunalpolitik und Kommunalverwaltung, Vs Verlag 2006, ISBN 3-531-15199-1
- Jörg Bogumil et al.: Zehn Jahre Neues Steuerungsmodell. Eine Bilanz kommunaler Verwaltungsmodernisierung, edition sigma 2007, ISBN 978-3-89404-779-5
- Jörg Bogumil, Rolf G. Heinze (Hrsg.): Neue Steuerung von Hochschulen. Eine Zwischenbilanz. edition sigma 2009, ISBN 978-3-8360-7284-7.
- Jörg Bogumil, Rolf G. Heinze, Franz Lehner, Klaus Peter Strohmeier (Hg.): Viel erreicht – wenig gewonnen. Ein realistischer Blick auf das Ruhrgebiet, Klartext-Verlag 2012, ISBN 3-8375-0718-1
- Jörg Bogumil, Rolf G. Heinze (Hg.): Auf dem Weg zur Wissenschaftsregion Ruhr. Regionale Kooperationen als Strategie, Klartext-Verlag 2015, ISBN 978-3-8375-1418-6